# Choťánky
Choťánky är en ort i Tjeckien.   Den ligger i regionen Mellersta Böhmen, i den centrala delen av landet, 50 km öster om huvudstaden Prag. Choťánky ligger 190 meter över havet och antalet invånare är 408.
Terrängen runt Choťánky är platt, och sluttar västerut.Runt Choťánky är det ganska tätbefolkat, med 75 invånare per kvadratkilometer. Närmaste större samhälle är Kolín, 12,5 km söder om Choťánky. Trakten runt Choťánky består till största delen av jordbruksmark.